# Gregorio Honasan
Gregorio Ballesteros Honasan, detto Gringo (Baguio, 14 marzo 1948), è un politico ed ex militare filippino.
Figura controversa, ebbe un ruolo fondamentale nella rivoluzione del Rosario che pose fine all'era Ferdinand Marcos, guidando su comando di Juan Ponce Enrile le truppe del RAM. Divenuto un collaboratore del governo di Corazon Aquino, si distinse tuttavia per aver ideato una serie di tentati colpi di Stato tra il 1986 ed il 1990 per rovesciare la presidenza. Arrestato nel 1987, riuscì a fuggire ed il Presidente Fidel Valdez Ramos gli concesse l'amnistia dopo essere succeduto alla Aquino nel 1992.
Utilizzò la sua notorietà per entrare nello scenario politico del paese e nel 1995 divenne il primo candidato indipendente ad essere eletto nel Senato filippino. Dopo la scadenza del suo secondo mandato nel 2004, prese una pausa di tre anni per essere nuovamente rieletto Senatore nel 2007, carica che ricoprì sino al 2019. Lo stesso anno fu nominato Segretario del Dipartimento delle tecnologie per l'informazione e la comunicazione dal Presidente Rodrigo Duterte.

## Biografia
Il 12 ottobre 2015, dopo numerose speculazioni, presentò il proprio certificato di candidatura per le elezioni del 2016, come vicepresidente di Jejomar Binay. Il tandem, denominato "Bin-Go" (da Binay-Gringo), fu il primo ad ufficializzare la propria candidatura.